# 경주 기림사 대적광전
경주 기림사 대적광전(慶州 祇林寺 大寂光殿)은 대한민국 경상북도 경주시 문무대왕면, 기림사에 있는 조선시대의 건축물이다. 1985년 1월 8일 대한민국의 보물 제833호로 지정되었다.

## 개요
기림사는 신라 선덕여왕 12년(643) 인도의 스님 광유가 세워 임정사라 불렀고, 그 뒤 원효대사가 새롭게 고쳐 지어 기림사로 이름을 바꾸었다고 한다. 이 절은 천년에 한번 핀다는 한약초 ‘우담바라’가 있었다는 전설이 있기도 한 곳이다.
대적광전은 지혜의 빛으로 세상을 비춘다는 비로자나불을 모셔 놓은 법당을 가리킨다. 선덕여왕 때 세워진 후 여러 차례에 걸쳐 수리한 것으로 지금 건물은 조선 인조 7년(1629)에 크게 고쳤을 때의 것으로 보인다.
규모는 앞면 5칸·옆면 3칸이며, 지붕은 옆면에서 볼 때 사람 인(人)자 모양을 한 맞배지붕이다. 지붕 처마를 받치기 위해 장식하여 짜은 구조가 기둥 위와 기둥 사이에도 있는 다포 양식이다. 겉모습은 절의 중심 법당답게 크고 힘차며 안쪽은 비교적 넓은 공간에 정숙하고 위엄있는 분위기를 자아내고 있다.
공포에 조각을 많이 넣어 17세기 건축 흐름을 알 수 있고, 특히 수리를 할 때 옛 모습을 손상시키지 않아 중요한 건축사 연구 자료가 되고 있다.

## 그림

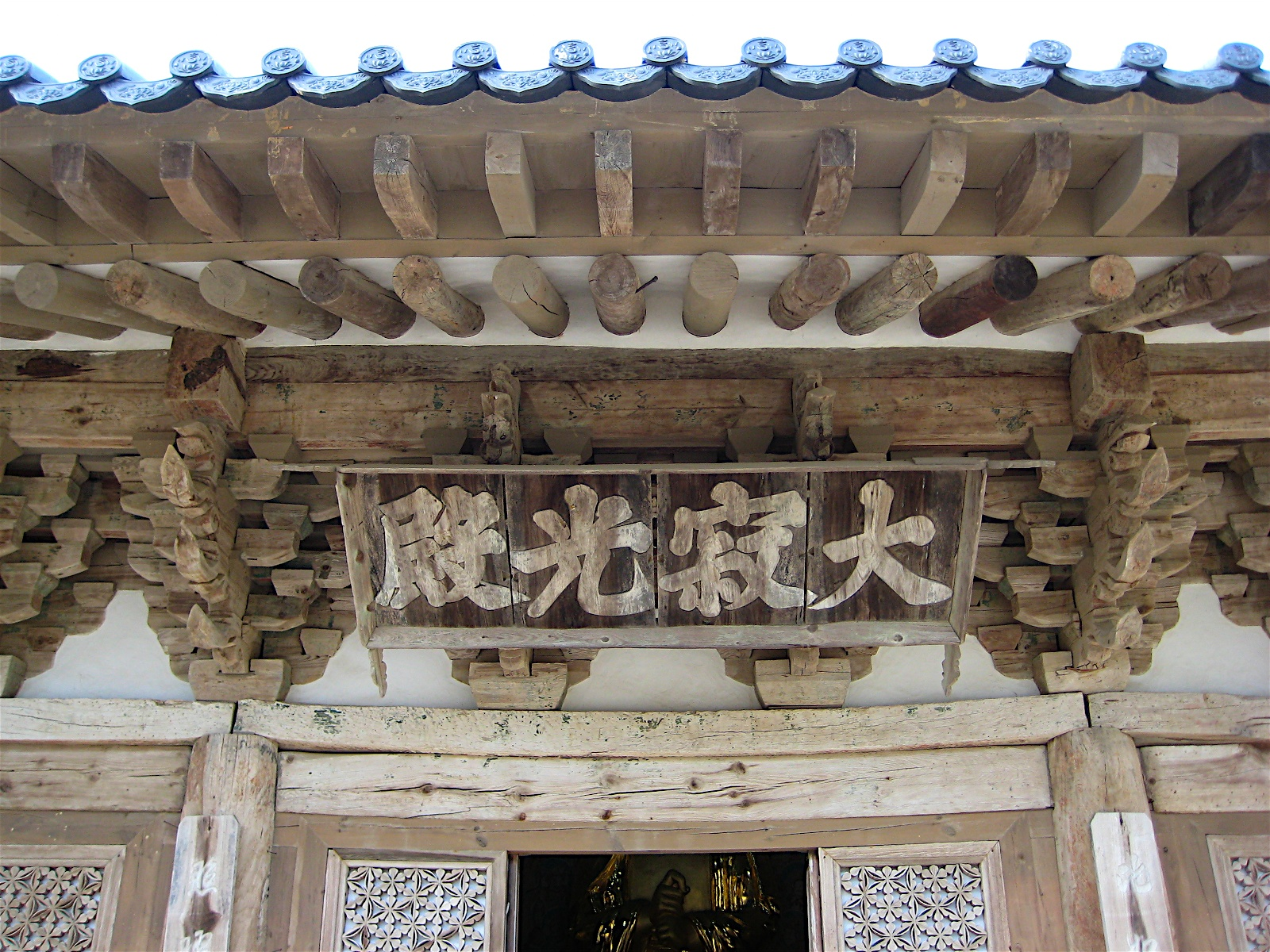
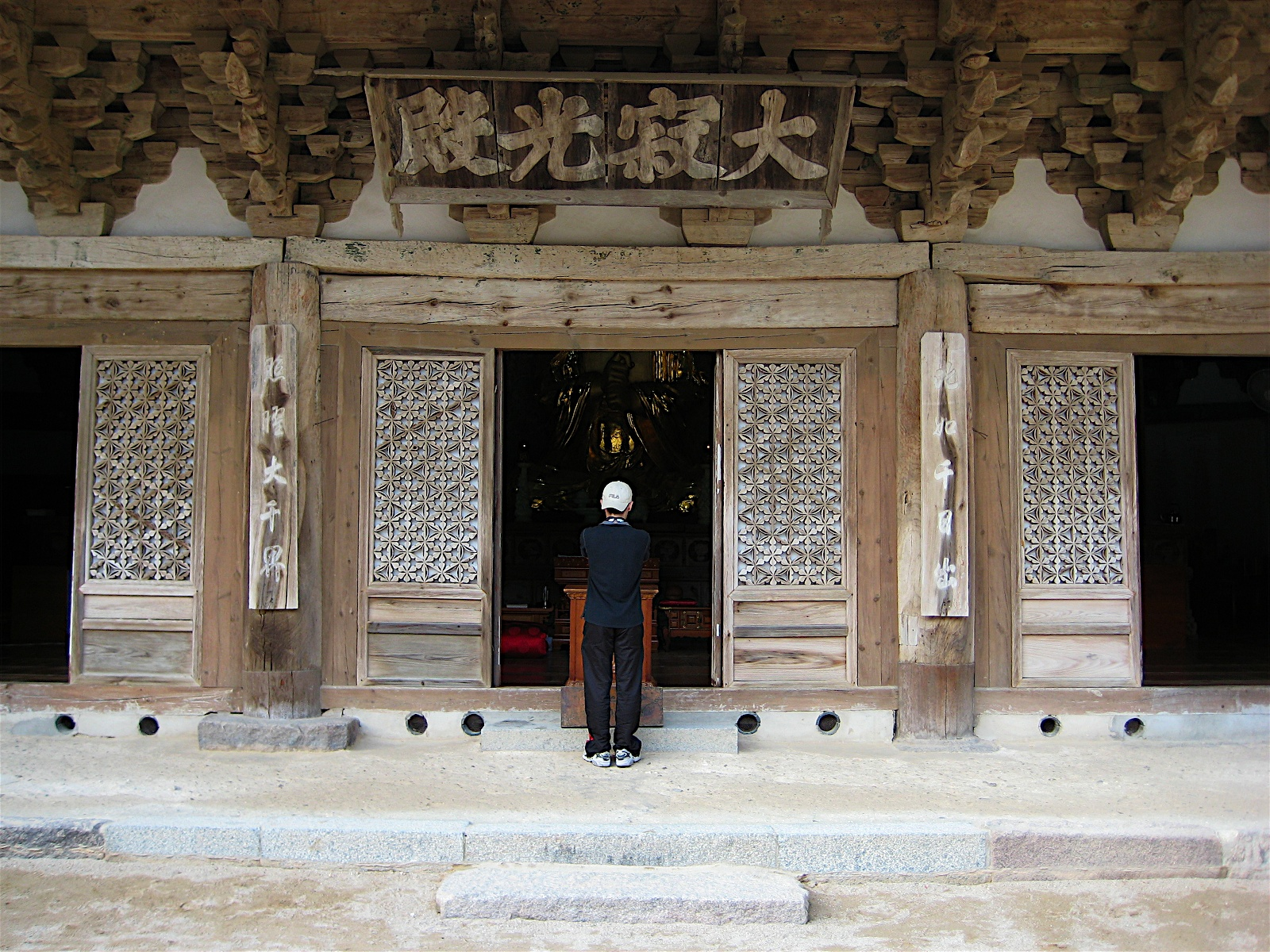

## 같이 보기
- 기림사

## 참고 자료
- 경주 기림사 대적광전 - 국가유산청 국가유산포털